# Argyrodes bonadea
Argyrodes bonadea is een spinnensoort in de taxonomische indeling van de kogelspinnen (Theridiidae).
Het dier behoort tot het geslacht Argyrodes. De wetenschappelijke naam van de soort werd voor het eerst geldig gepubliceerd in 1881 door Ferdinand Karsch.